# Johann Schwert
Johann Schwert, auch: Hans Schwert (17. September 1907 in Nürnberg – 21. Mai 2013) war ein deutscher Widerstandskämpfer gegen den Nationalsozialismus.

## Leben und Werk
Schwert kam als uneheliches Kind zur Welt und wuchs in ärmlichen Verhältnissen bei Großeltern und Tante im fränkischen Pfaffendorf auf. Dort lernte er auch seine spätere Ehefrau Amalie kennen. Er absolvierte die Volksschule, doch der Familie fehlten die finanziellen Mittel, ihn auf eine weiterführende Schule zu schicken. Daher begann er mit 14 Jahren im Nachbarort eine Lehre als Maurer und engagierte sich sogleich in der vor Ort einzigen Gewerkschaft, einem christlichen Gewerkschaftsbund. Nach Ende seiner Lehre übersiedelte er im Jahr 1927 nach Frankfurt am Main, fand rasch Arbeit beim Aufbau der Ernst-May-Siedlung und trat der Baugewerkschaft des Allgemeinen Deutschen Gewerkschaftsbundes (ADGB) bei. Zwei Jahre später heiratete er Amalie.
Die Folgen der Wirtschaftskrise machten dem Ehepaar das Überleben schwer, der Kinderwunsch musste zurückgestellt werden. Johann Schwert trat der Kommunistischen Partei Deutschlands (KPD) bei und besuchte eine Marxistische Arbeiterschule. Als Anfang Mai 1933 die Nazis die Gewerkschaftshäuser in Beschlag nahmen, veränderte sich die Arbeit der KPD. Sie gründete neue Gewerkschaftsgruppen und konnte sich nur mehr in geheimen Treffen organisieren. Im August 1936 wurde Schwert verhaftet, von der Gestapo verhört und gefoltert. Dennoch gab er keinen Namen, keine Verbindung und keine relevanten Informationen preis. In Kassel wurde er vor Gericht gestellt und wegen Vorbereitung zum Hochverrat zu zehn Jahren Zuchthaus verurteilt. Es folgte eine Odyssee durch insgesamt 14 Gefängnisse und Lager, davon fünf Jahre Einzelhaft. 1945 wurde er in Ulm von den US-amerikanischen Streitkräften befreit.
Er kehrte nach Frankfurt zurück und arbeitete zunächst im Institut zur Erfassung von Kriegsschäden. Nach der Geburt seiner Tochter Doris war er im Wohnungsamt tätig und ab 1952 im Sozialversicherungsamt, wo er bis zu seiner Pensionierung im Jahr 1972 blieb. 1968 schloss er sich der neu konstituierten Deutschen Kommunistischen Partei (DKP) an. Er wurde Personalratsvorsitzender des Versicherungsamts, kämpfte gegen den Radikalenerlass und wurde Mitglied in der Vereinigung der Verfolgten des Naziregimes – Bund der Antifaschistinnen und Antifaschisten (VVN-BdA) in Hessen. Vom Berufsverbot infolge des Radikalenerlasses war auch seine Tochter betroffen, die als DKP-Mitglied nicht als Lehrerin an staatlichen Schulen arbeiten durfte.
In den 1980er Jahren arbeitete er im Seniorenausschuss der Gewerkschaft Öffentliche Dienste, Transport und Verkehr (ÖTV), war Kreisvorstandsmitglied der VVN-BdA und wurde Mitglied von deren hessischem Landesvorstand. Ab 1987 trat er regelmäßig als Zeitzeuge auf. 2007 war er Sprecher auf der Kundgebung gegen den NPD-Aufmarsch in Frankfurt. Zu seinem 105. Geburtstag 2012 überbrachte Stadträtin Lilli Pölt die Glückwünsche des Bundespräsidenten, des Hessischen Ministerpräsidenten und der Stadt Frankfurt.

## Auszeichnung
- Johanna-Kirchner-Medaille